# Chicago Marathon 2013
De Chicago Marathon 2013 werd gelopen op zondag 13 oktober 2013. Het was de 36e editie van deze marathon.
Bij de mannen was het de 29-jarige Keniaan Dennis Kimetto die als eerste over de streep kwam in 2:03.45. Hij verbeterde hiermee met 53 seconden het parcoursrecord, dat sinds vorig jaar in handen was van Tsegaye Kebede. Zijn landgenote Rita Jeptoo, die bij de vrouwen het jaar ervoor als tweede was geëindigd, zegevierde ditmaal in 2:19.57.

## Uitslagen

### Mannen
| rang   | naam              | land | tijd    |
| ------ | ----------------- | ---- | ------- |
| Goud   | Dennis Kimetto    | KEN  | 2:03.45 |
| Zilver | Emmanuel Mutai    | KEN  | 2:03.52 |
| Brons  | Sammy Kitwara     | KEN  | 2:05.16 |
| 4      | Micah Kogo        | KEN  | 2:06.56 |
| 5      | Dathan Ritzenhein | USA  | 2:09.45 |
| 6      | Ayele Abshero     | ETH  | 2:10.10 |
| 7      | Hiroaki Sano      | JPN  | 2:10.29 |
| 8      | Moses Mosop       | KEN  | 2:11.19 |
| 9      | Yoshinori Oda     | JPN  | 2:11.29 |
| 10     | Matt Tegenkamp    | USA  | 2:12.28 |

### Vrouwen
| rang   | naam                   | land | tijd    |
| ------ | ---------------------- | ---- | ------- |
| Goud   | Rita Jeptoo            | KEN  | 2:19.57 |
| Zilver | Jemina Sumgong Jelegat | KEN  | 2:20.48 |
| Brons  | Atsede Baysa           | ETH  | 2:26.42 |
| 4      | Ehitu Kiros Reda       | ETH  | 2:27.42 |
| 5      | Yukiko Akaba           | JPN  | 2:27.49 |
| 6      | Abebech Afework        | ETH  | 2:28.38 |
| 7      | Clara Santucci         | USA  | 2:31.39 |
| 8      | Melissa White          | USA  | 2:32.37 |
| 9      | Lauren Knowles         | USA  | 2:36.29 |
| 10     | Stephanie Pezzullo     | USA  | 2:38.03 |
| DSQ    | Maria Konovalova       | RUS  | 2:22.46 |
| DSQ    | Aleksandra Duliba      | BLR  | 2:23.44 |

1977 ·
1978 ·
1979 ·
1980 ·
1981 ·
1982 ·
1983 ·
1984 ·
1985 ·
1986 ·
1987 ·
1988 ·
1989 ·
1990 ·
1991 ·
1992 ·
1993 ·
1994 ·
1995 ·
1996 ·
1997 ·
1998 ·
1999 ·
2000 ·
2001 ·
2002 ·
2003 ·
2004 ·
2005 ·
2006 ·
2007 ·
2008 ·
2009 ·
2010 ·
2011 ·
2012 ·
2013 · 
2014 · 
2015 · 
2016 · 
2017 · 
2018 · 
2019 · 
2021 · 
2022 · 
2023